# Tyko Reinikka
Tyko Henrik Reinikka  (né le 10 décembre 1887 à Oulu et mort le 18 janvier 1964 à Helsinki) est un homme politique finlandais,,. 

## Biographie
Tyko Reinikka est professeur de mathématiques à l'école mixte de Värtsilä de 1910 à 1914, puis il est directeur de la succursale à Värtsilä de la Kansallis-Osake-Pankki de 1917 à 1927, tout en occupant également le poste d'enseignant à l'école mixte de Värtsilä.
De 1927 à 1932, Tyko Reinikka est le directeur de la succursale à Jyväskylä de la Kansallis-Osake-Pankki. 
De directeur d'agence, il devient membre du Directoire de la Kansallis-Osake-Pankki de 1932 à 1956.

## Carrière politique
Tyko Reinikka est député ML de la circonscription de l'Est de Kuopio du 5 septembre 1922 au 20 octobre 1930.
Tyko Reinikka est ministre du Commerce et de l'Industrie du gouvernement Kallio II (31.12.1925–13.12.1926) et ministre des Finances du gouvernement Kallio III (18.08.1929–04.07.1930).
Il est aussi vice-ministre des Finances des gouvernements Kivimäki (06.03.1936–07.10.1936) et Linkomies (05.03.1943–08.08.1944).

## Procès pour responsabilité de guerre
Lors d'un procès pour responsabilité de guerre en 1946, Tyko Reinikka est condamné à deux ans de prison
Il a été en quelque sorte poursuivi par accident. Selon Yrjö Soini, cela a été causé par les articles de la loi sur les crimes de guerre qui ont permis de poursuivre l'ambassadeur Toivo Kivimäki.
Tyko Reinikka pouvait être poursuivi parce qu'il avait été membre de la commission des affaires étrangères du gouvernement Linkomies et était donc tenu pour responsable de la politique étrangère du gouvernement.
Pendant la guerre, Tyko Reinikka était connu comme un ardent partisan de la politique de guerre et de tendance pro-allemande.
En raison du pro-germanisme de Tyko Reinika, par exemple, le maréchal Carl Gustaf Emil Mannerheim a refusé de participer à des pourparlers importants auxquels Tyko Reinikka était présent, craignant qu'il ne divulgue des informations secrètes à l'ambassade d'Allemagne à Helsinki.
Tyko Reinikka a bénéficié d'une Libération conditionnelle le 21 octobre 1947, après avoir purgé les cinq sixièmes de sa peine en prison.

## Reconnaissance
- Titre de Ministre, 1951